# Eparces compressa
Eparces compressa là một loài tò vò trong họ Ichneumonidae.